# ナカヨ
株式会社ナカヨは、群馬県前橋市に本社を置く通信機器メーカーである。

## 沿革
- 1944年（昭和19年） - 東京都世田谷区に株式会社中与通信機製作所を設立。
- 1974年（昭和49年） - 株式会社ナカヨ通信機に商号変更。
- 1974年（昭和49年） - 東京証券取引所2部に上場。
- 1985年（昭和60年） - 東京都渋谷区に本社移転。
- 2005年（平成17年） - 東京証券取引所1部へ指定替え。
- 2009年（平成21年） - 群馬県前橋市に本社移転。
- 2014年（平成26年） - 株式会社ナカヨに商号変更。
- 2025年（令和7年） - あいホールディングス株式会社による株式公開買付けが成立。6月に東京証券取引所スタンダード市場上場廃止、あいホールディングス株式会社の完全子会社となる[1]。

## 事業所
- 本社・業務本部（前橋） - 群馬県前橋市
- 業務本部（群馬） - 群馬県前橋市
- 東京本社 - 東京都港区
- 北日本事業所 - 秋田県能代市

## 主な製品
- 内線電話（ビジネスホン）
- IP電話機器（VoIPなど）
- 電話機
- 構内交換機（PBX）
- PHSモジュール
- ルーター